# Váltakozó áram
A váltakozó áram vagy váltóáram (angolul alternating current, rövidítve: AC) olyan elektromos áram, amelynek iránya és intenzitása periodikusan változik. Tiszta váltakozó áramról beszélünk, ha az egy periódus alatt egy irányban átfolyó össztöltés zérus. Nem tiszta váltakozó áram felbontható egy tiszta váltakozó áram és egy egyenáram komponens összegére.
Rokon fogalom a váltakozó feszültség: ez olyan feszültség, melynek nagysága és iránya periodikusan változik.
Elméleti és gyakorlati szempontból különös jelentősége van a tisztán szinuszos váltakozó áramnak.

## Matematikai leírása

### Szinuszos váltakozó áram

1 = Amplitúdó (csúcsérték), 2 = csúcstól csúcsig, 3 = Effektív érték, 4 = Periódus vagy hullámhossz

Különböző frekvenciájú szinuszos függvények

Szinuszos váltakozó áram időfüggvénye felírható a következő alakban:
{\displaystyle i(t)=I\sin(\omega t+\phi )}
Ebben a kifejezésben
- {\displaystyle I} az áram amplitúdója vagy csúcsértéke
- {\displaystyle \omega } az áram körfrekvenciája, ami arányos a függvény frekvenciájával {\displaystyle \omega =f\cdot 2\pi } összefüggés szerint.
- {\displaystyle t} az idő
- {\displaystyle \phi } a jel fázisa

Váltakozó áramok és feszültségek intenzitásának jellemzésére a csúcsérték mellett használják az effektív értéket is. Szinuszos függvény effektív értéke {\displaystyle I} csúcsérték esetén
{\displaystyle I_{\mathrm {eff} }={\frac {I}{\sqrt {2}}}}
A hálózati feszültség nagyságát például effektív értékével szokás megadni. A 230 V-os, Magyarországon használt fogyasztói feszültségszint tehát 230 V effektív értékű, körülbelül 325 V csúcsértékű feszültséget jelent.
Olyan helyzetben, amikor a frekvencia egy rendszerben a vizsgálat idején állandó, az amplitúdót és a fázist gyakran összevonják az úgynevezett komplex csúcsértékbe, amelyet a következő összefüggés definiál:
{\displaystyle {\hat {I}}=Ie^{j\phi }}
Ez a jelölés onnan származik, hogy az Euler-képlet értelmében {\displaystyle i(t)=\operatorname {Re} \{Ie^{j\phi }e^{j\omega t}\}}, ahol a komplex függvény időfüggetlen része Î. Ezzel a jelöléstechnikával egyetlen szimbólumban jelenik meg mind az amplitúdó, mind a fázis, ami rövidebb kifejezésekhez vezet, többek között azáltal, hogy lehetővé teszi az impedancia fogalmának bevezetését, aminek segítségével induktív vagy kapacitív hálózati elemek az ellenállásokhoz hasonlóan kezelhetők.

### Általános váltakozó áram jellemzése
Egy periodikus időfüggvényt, így a váltakozó áram időfüggvényét is jellemezhetjük néhány jellegzetes adatával, ilyen például
- a függvény T periódusideje, illetve az ebből számítható {\displaystyle f=1/T} alapfrekvencia[4]
- minimuma és maximuma, melyek abszolút értéke nem feltétlenül egyezik meg
- középértéke (amely megegyezik az egyenkomponenssel)
- effektív értéke ({\displaystyle I_{\mathrm {eff} }})
- abszolút középértéke ({\displaystyle I_{a}}), amely a függvény abszolút értékének átlaga

#### Effektív érték
A váltakozó feszültség, illetve áram effektív értéke intuitív megközelítéssel az az egyenfeszültség-szint vagy egyenáram-áramerősség, amely átlagosan ugyanakkora Joule-hőt termel egy ellenálláson. A pillanatnyi teljesítmény értéke {\displaystyle p=u^{2}(t)/R}, illetve {\displaystyle p=i^{2}(t)R}, ennek megfelelően az effektív érték matematikai definíciója az áram- vagy feszültségjel négyzetes középértéke
{\displaystyle I_{\mathrm {eff} }={\sqrt {{\frac {1}{T}}\int \limits _{0}^{T}i^{2}(t)\,dt}}}
Az effektív érték és különböző egyéb jellemző értékek hányadosait is szokás számítani. A formatényező (kf) és a csúcstényező (km) az alábbi módon számítható:
{\displaystyle k_{f}={\frac {I_{\mathrm {eff} }}{I_{a}}}}
{\displaystyle k_{m}={\frac {I_{m}}{I_{\mathrm {eff} }}}}
ahol {\displaystyle I_{a}} az abszolút középérték, {\displaystyle I_{m}} a csúcsérték.
Az effektív érték számítható a jel Fourier-sorának ismeretében is, ekkor
{\displaystyle I_{\mathrm {eff} }={\sqrt {I_{0}^{2}+{\frac {1}{2}}\sum \limits _{n=1}^{\infty }I_{n}^{2}}}}
ahol {\displaystyle I_{0}} a jel középértéke, {\displaystyle I_{n}} pedig a teljes {\displaystyle f_{n}=n}·{\displaystyle f} frekvenciájú szinuszos összetevő amplitúdója.

#### Frekvenciatartománybeli jellemzés

Négyszögjel idő- és frekvenciatartományban - a Fourier-sorfejtés demonstrációja

Minden folytonos, periodikus függvény felírható (általános esetben végtelen sok) szinuszos függvény és egy egyenkomponens összegeként. Ez a függvény Fourier-sorfejtése. A legkisebb frekvenciájú összetevő az alapharmonikus, frekvenciája {\displaystyle f=1/T}, az alapfrekvencia. Az {\displaystyle f_{n}=n\cdot f} frekvenciájú összetevőt nevezik n-edik harmonikusnak, n≠1 felharmonikusnak. A tisztán szinuszos váltakozó áram egy speciális esetnek tekinthető, amikor a felharmonikusok amplitúdója és az egyenáramú összetevő nulla.
Nem szinuszos függvények alakját jellemezhetjük a harmonikusok relatív amplitúdójával és fázisával, vagyis a jel spektrumával is. A spektrumból számítható többek között torzítási tényező is, amely a jel felharmonikus tartalmának teljesítményét vagy (definíciótól függően) effektív értékét viszonyítja az alapharmonikuséhoz vagy a teljes jeléhez. A teljes harmonikus torzítás (Total Harmonic Distortion) IEEE szerinti definíciója a torzítás mértékét a felharmonikusok és a DC komponens, valamint az alapharmonikus effektív értékének arányaként fejezi ki
{\displaystyle THD_{I}={\sqrt {\frac {I_{\mathrm {eff} }^{2}-I_{\mathrm {1\,eff} }^{2}}{I_{\mathrm {1\,eff} }^{2}}}}}, illetve {\displaystyle THD_{U}={\sqrt {\frac {U_{\mathrm {eff} }^{2}-U_{\mathrm {1\,eff} }^{2}}{U_{\mathrm {1\,eff} }^{2}}}}}
Ezzel szemben a klirr-faktor a felharmonikusok és a teljes jel effektív értékek arányával van definiálva:
{\displaystyle k_{I}={\sqrt {\frac {I_{\mathrm {eff} }^{2}-I_{\mathrm {1\,eff} }^{2}}{I_{\mathrm {eff} }^{2}}}}} illetve {\displaystyle k_{U}={\sqrt {\frac {U_{\mathrm {eff} }^{2}-U_{\mathrm {1\,eff} }^{2}}{U_{\mathrm {eff} }^{2}}}}}

### Összehasonlító táblázat
A következő táblázat példaként néhány speciális nulla középértékű jelalak jellemzőit foglalja össze.

| Jel        | Csúcsérték              | Effektív érték                              | Abszolút középérték                              | Formatényező                                 | THD                    |
| ---------- | ----------------------- | ------------------------------------------- | ------------------------------------------------ | -------------------------------------------- | ---------------------- |
| Szinusz    | {\displaystyle U_{m}}   | {\displaystyle {\frac {1}{\sqrt {2}}}U_{m}} | {\displaystyle {\frac {2}{\pi }}U_{m}}           | {\displaystyle {\frac {\pi }{2{\sqrt {2}}}}} | {\displaystyle 0}      |
| Háromszög  | {\displaystyle U_{m}}   | {\displaystyle {\frac {1}{\sqrt {3}}}U_{m}} | {\displaystyle {\frac {1}{2}}U_{m}}              | {\displaystyle {\frac {2}{\sqrt {3}}}}       | {\displaystyle 12,1\%} |
| Négyszög   | {\displaystyle U_{m}}   | {\displaystyle U_{m}}                       | {\displaystyle U_{m}}                            | {\displaystyle 1}                            | {\displaystyle 48,3\%} |
| Gauss-zaj† | {\displaystyle \infty } | {\displaystyle \sigma }                     | {\displaystyle {\sqrt {\frac {2}{\pi }}}\sigma } | {\displaystyle {\sqrt {\frac {\pi }{2}}}}    | N/A1                   |

† 0 várható értékű, σ szórással. A Gauss-zaj nem periodikus, csak az összehasonlítás kedvéért szerepel, mivel egyes jellemzői értelmezhetők.

1 Nem definiált, mivel nincsenek harmonikusok.

## Jelentősége, alkalmazásai

### Villamos energetika

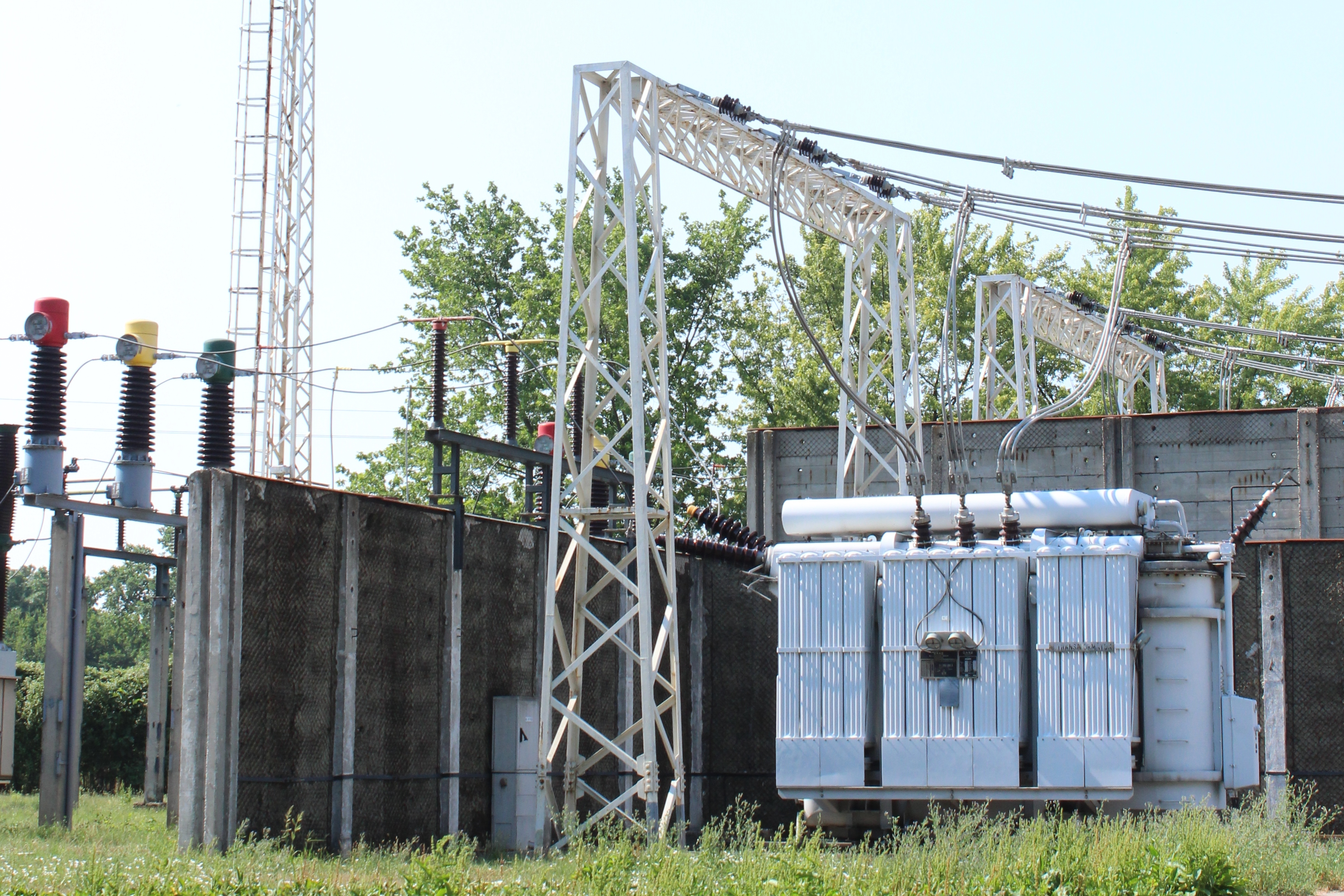
Transzformátor egy békéscsabai transzformátorállomáson

Napjaink villamosenergia-termelésében és -szállításában a szinuszos váltakozó áramnak rendkívül fontos szerepe van. Hagyományos fosszilis tüzelőanyaggal működő hőerőművekben és az atomerőművekben a villamos energiát turbinákkal meghajtott generátorok termelik csakúgy, mint a vízerőművekben és a szélerőművekben. Ezek a generátorok a mágneses indukció jelenségét hasznosítják, és tipikusan váltakozó áramot állítanak elő. A villamos energia szállítása szintén elsősorban váltakozó áramra alapozott rendszereken keresztül történik. Ebben szerepet játszik az előállított energia jellege mellett az is, hogy transzformátorokkal viszonylag könnyen előállítható  a szállítási veszteségek szempontjából kedvező nagyfeszültség. Ugyanakkor a fogyasztók jelentős részének a váltakozó áram vagy éppoly megfelelő, mint az egyenáram, vagy még jobb is (például nagy teljesítményű villanymotorok).

### Kommunikáció

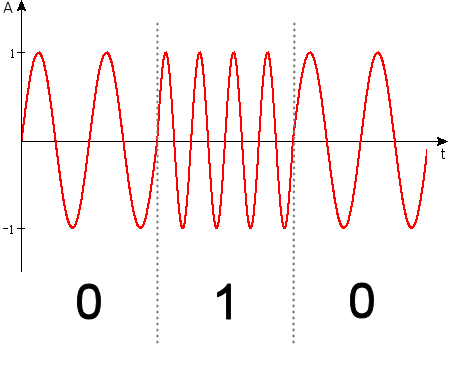
Frekvenciabillentyűzés (FSK, Frequency-shift keying) moduláció: egy elterjedt digitális modulációs eljárás

Elektromágneses hullámok gerjesztéséhez váltakozó áramra van szükség, egyenárammal ugyanis csak állandó mágneses teret lehet létrehozni, és a váltakozó mágneses tér is váltakozó feszültséget hoz létre a vevőben. Ugyanakkor fontos megjegyezni, hogy információ átvitelekor az adó árama legfeljebb rövid távon tekinthető a definíció szerinti váltakozó áramnak. Az átvinni kívánt információnak megfelelően meg kell ugyanis változtatni a váltakozó áram - a vivő, egy nagyfrekvenciás szinuszos jel - jelalakját, hiszen enélkül nem lehetne új információt átvinni. Ezt a változtatást hívják modulációnak.
Vezetékes kommunikációban is használnak hasonló technikákat, ott azonban (a rádiós alapsávi modulációhoz hasonlóan) általában kisebb a vivő és a moduláló jel változási sebessége között a különbség, ezért nem mindig figyelhető meg ismétlődés a jelperiódusban.

### Idegrendszer

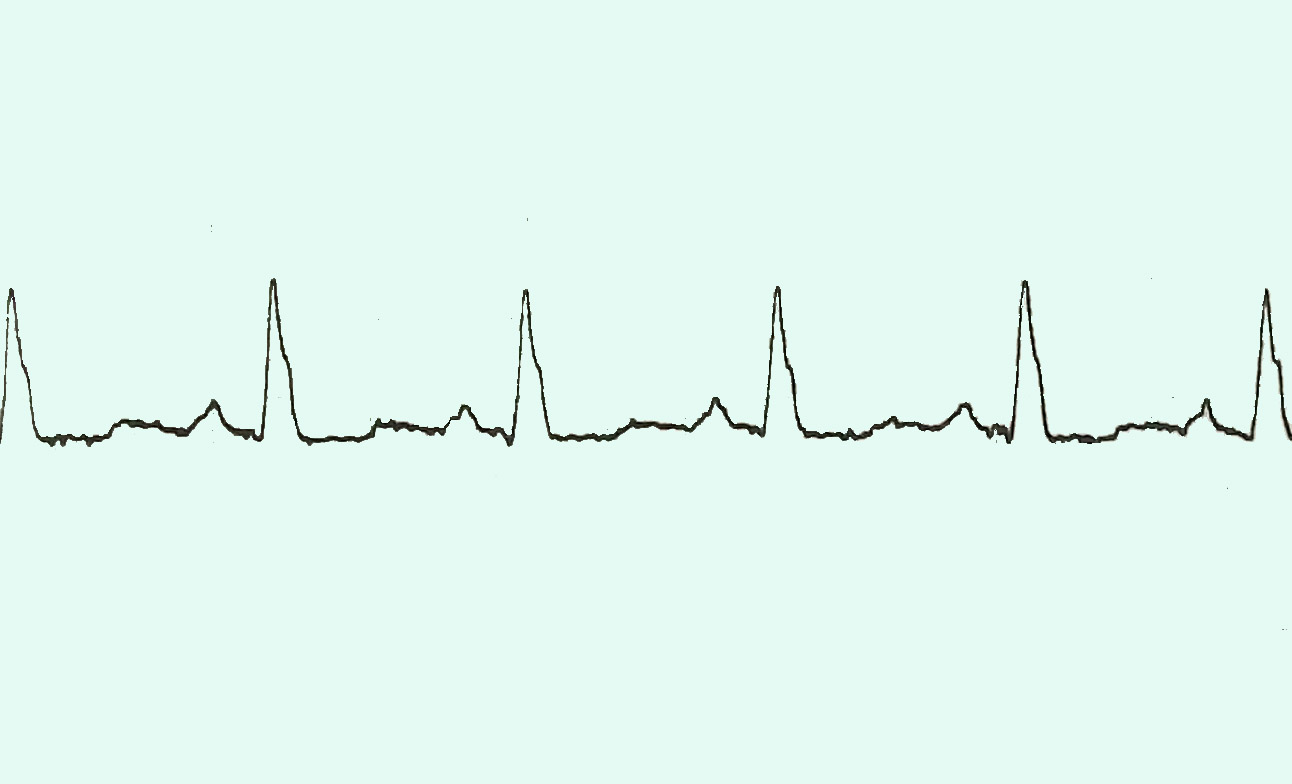
EKG-felvétel

Az idegrendszerben az ingerületeket elektromos jelek továbbítják a test egyik pontjából a  másikba. Az idegsejtek a stimulálás intenzitásától függő gyakorisággal tüzelnek, tehát intenzitásfrekvencia-átalakítást végeznek. Ilyen periodikus feszültségjeleket mér például az EKG. Ennek a műszernek a felvételeit megnézve látható, hogy az idegi jelek korántsem szinuszosak. Ilyen jeleket pótol a pacemaker is, ami a szív ritmusszabályozásának hibája esetén teremti meg a lehetőségét, hogy a beteg tovább éljen.

### Frekvencia kimenetű szenzorok
Több, fizikai mennyiségek mérésére szolgáló érzékelő szolgáltat egy adott jelalakú periodikus kimeneti jelet, amelynek (elsősorban) nem az amplitúdója vagy a jelalak jellege, hanem frekvenciája változik meg a mért mennyiség változásakor. Ezekben a szenzorokban vagy a mért mennyiség már eredetileg váltakozó áramot vagy feszültséget hoz létre, vagy az érzékelő a megváltozó mennyiséget váltakozó árammal méri.
Előbbire példa:
- kvadratúra enkóderrel megvalósított fordulatszámmérő
- Doppler-effektus elvén működő ultrahangos áramlásmérő
- rezgőkvarcos nyomás- vagy hőmérsékletmérő

Utóbbi megoldás jelenik meg a kapacitív érzékelőkben, például a kapacitív folyadékszint- vagy távolságmérő eszközökben.